# Züblin

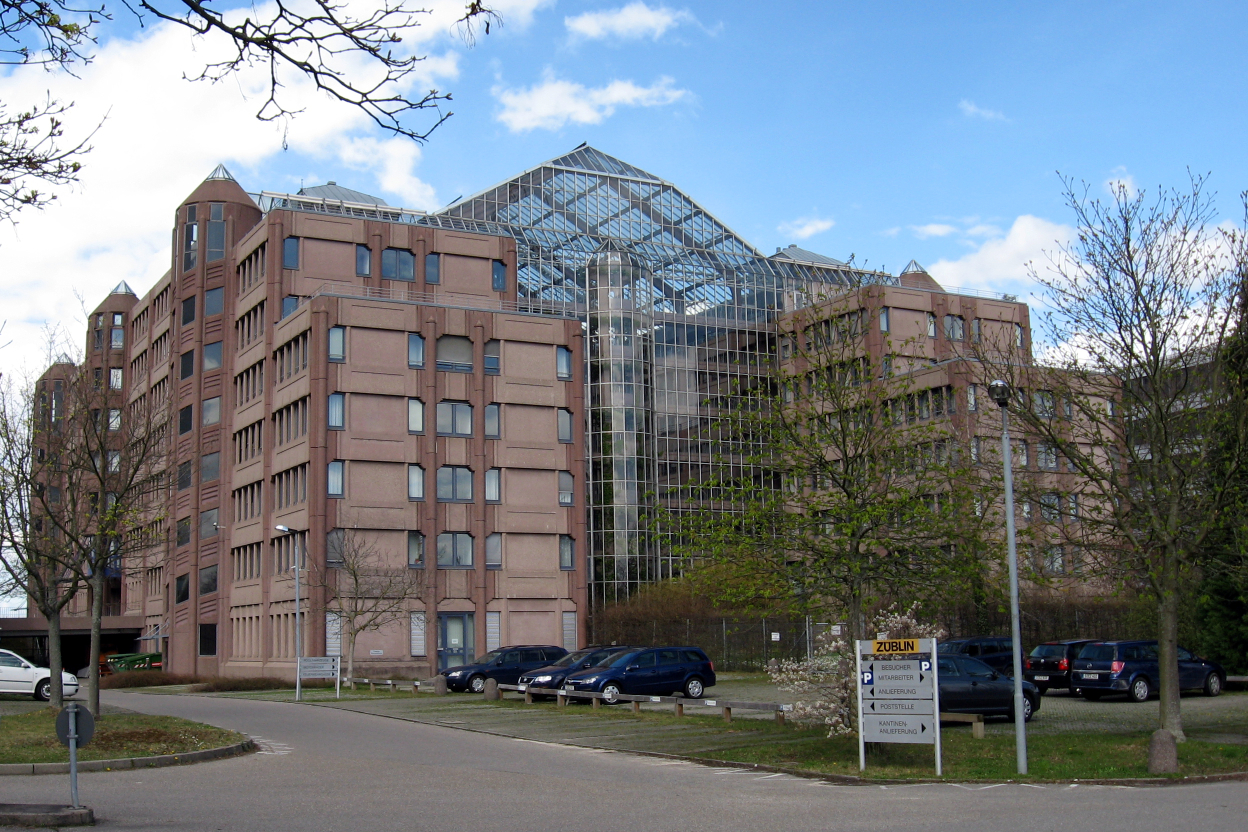
Züblin-Haus in Stuttgart

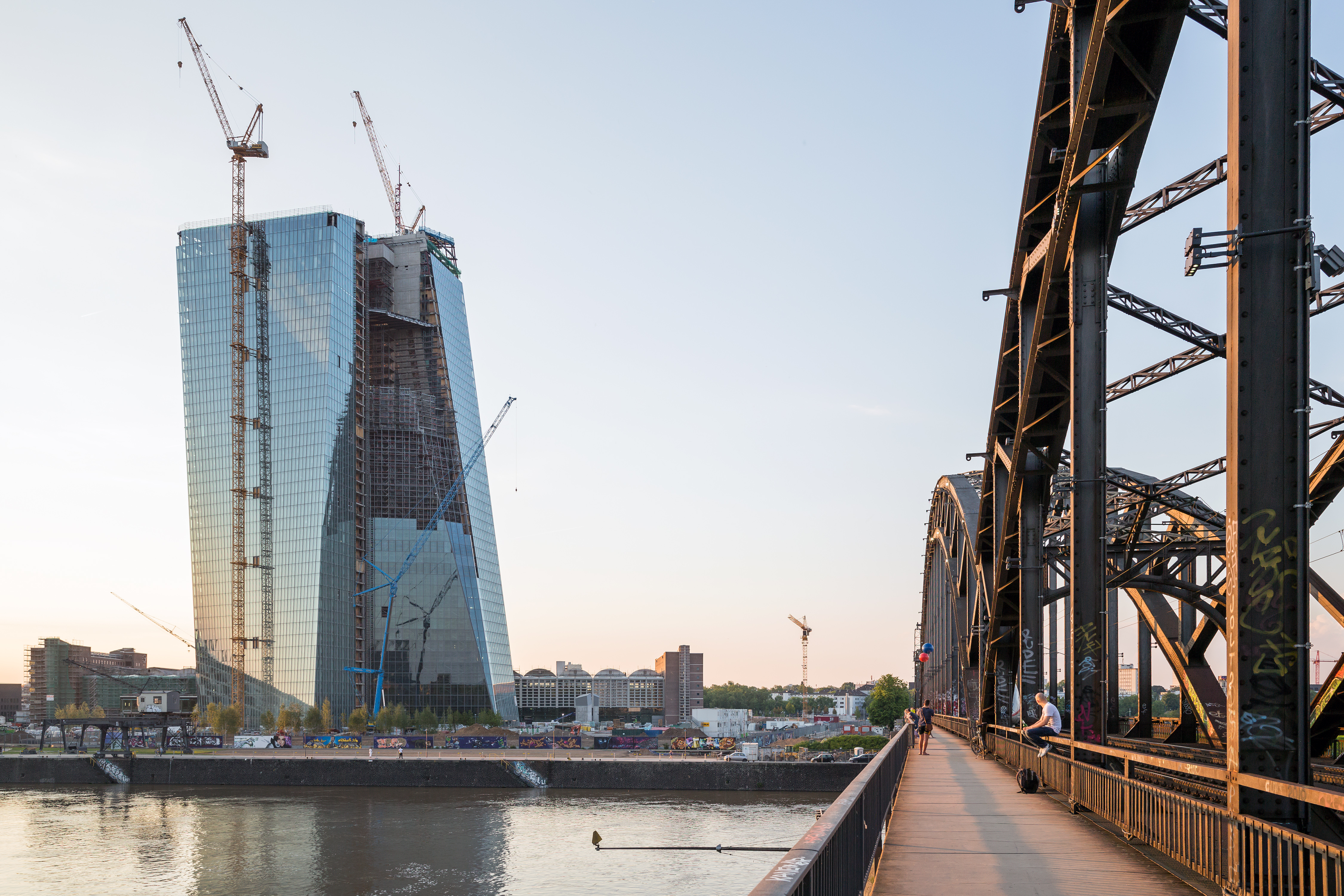
Züblin-Baustelle 2013: Züblin stellt Rohbau für Doppel-Büroturm des Neubaus der Europäischen Zentralbank in Frankfurt fertig

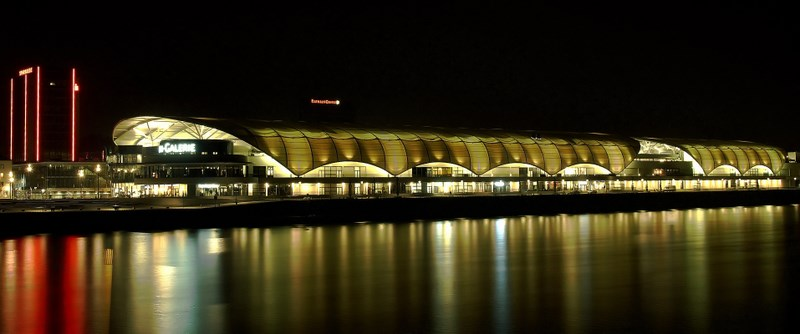
Die Rhein Galerie Ludwigshafen

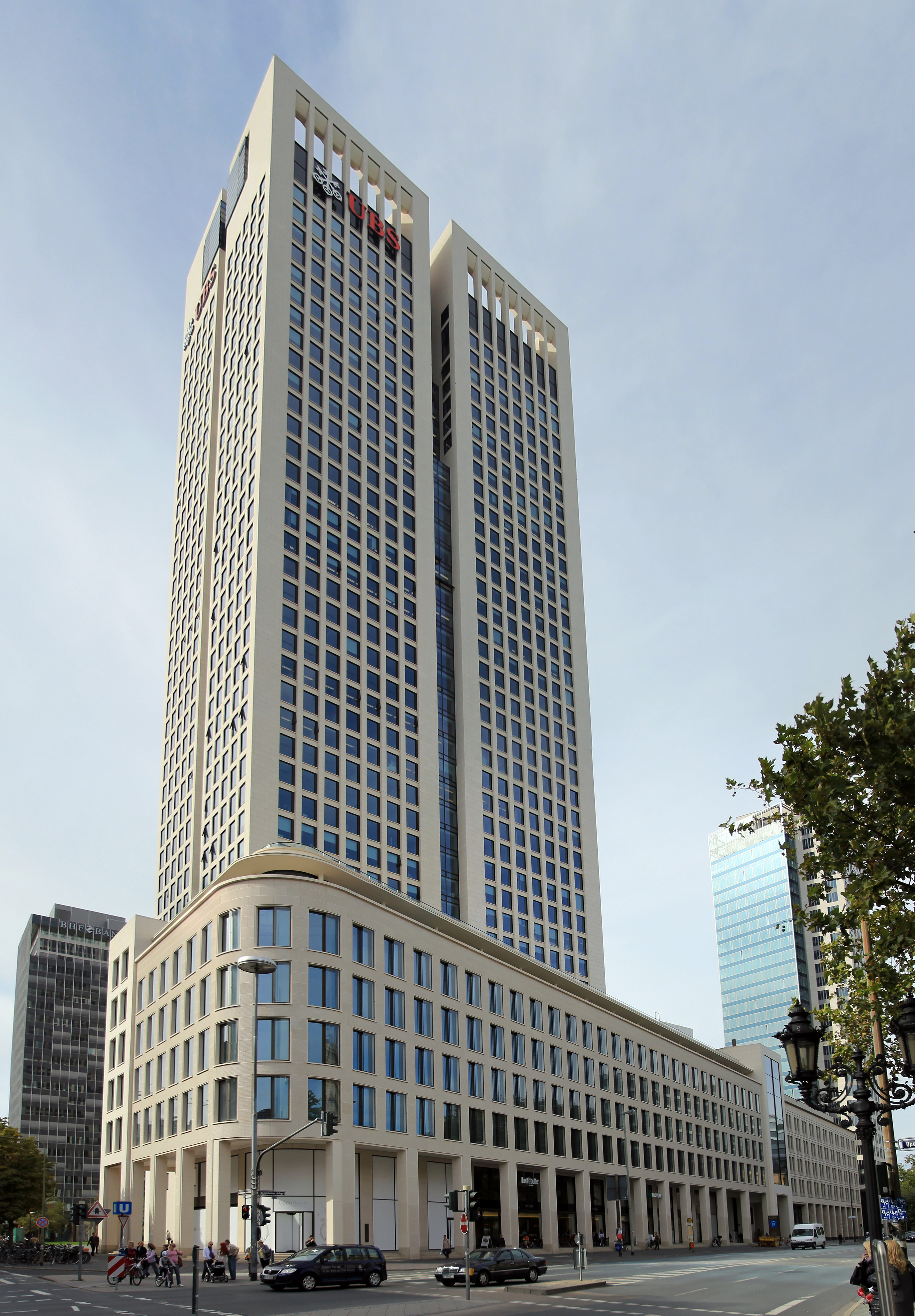
Neubau Opernturm in Frankfurt, September 2010

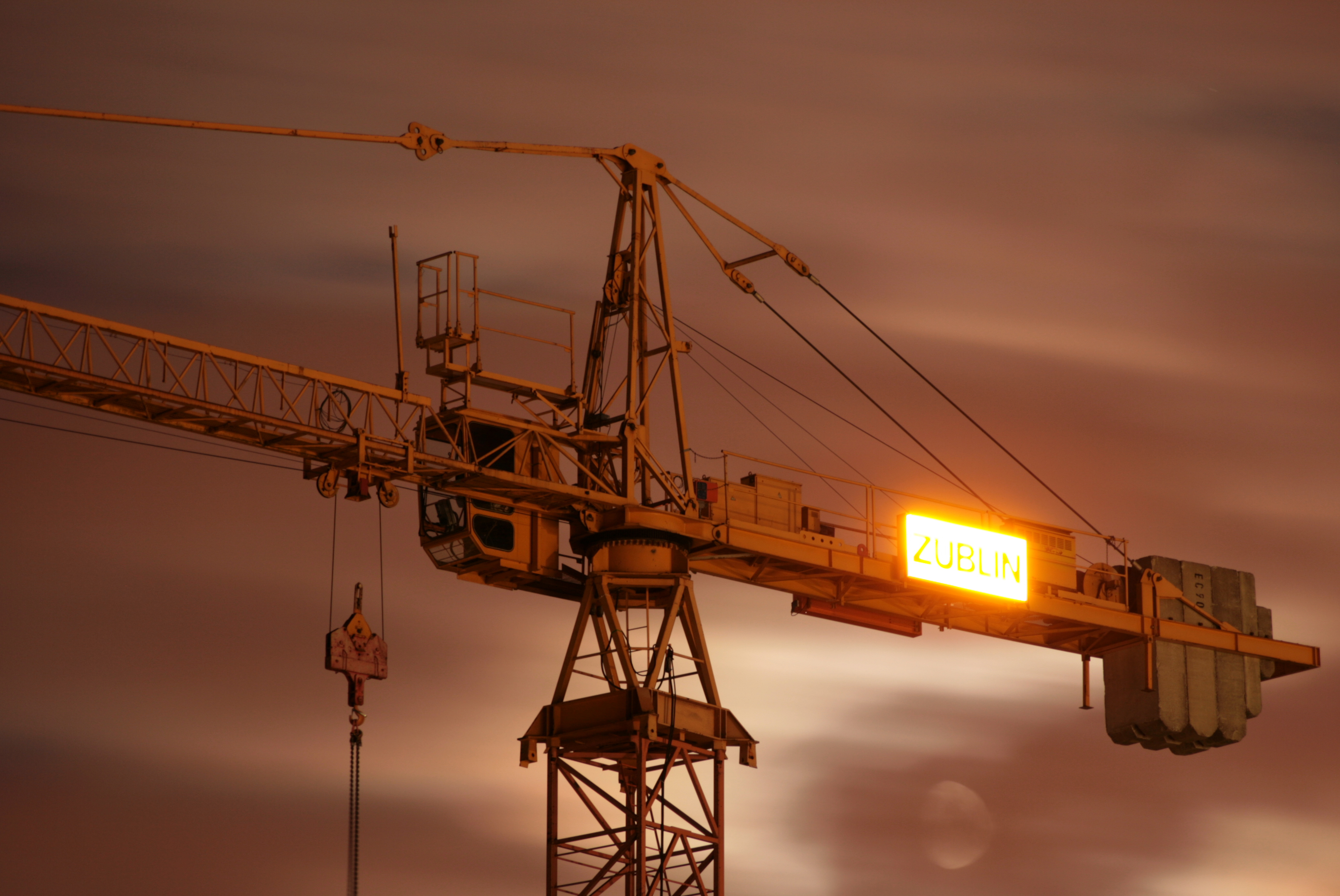
Züblin-Baustelle 2008: Züblin-Kran auf einer Baustelle in Hamburg

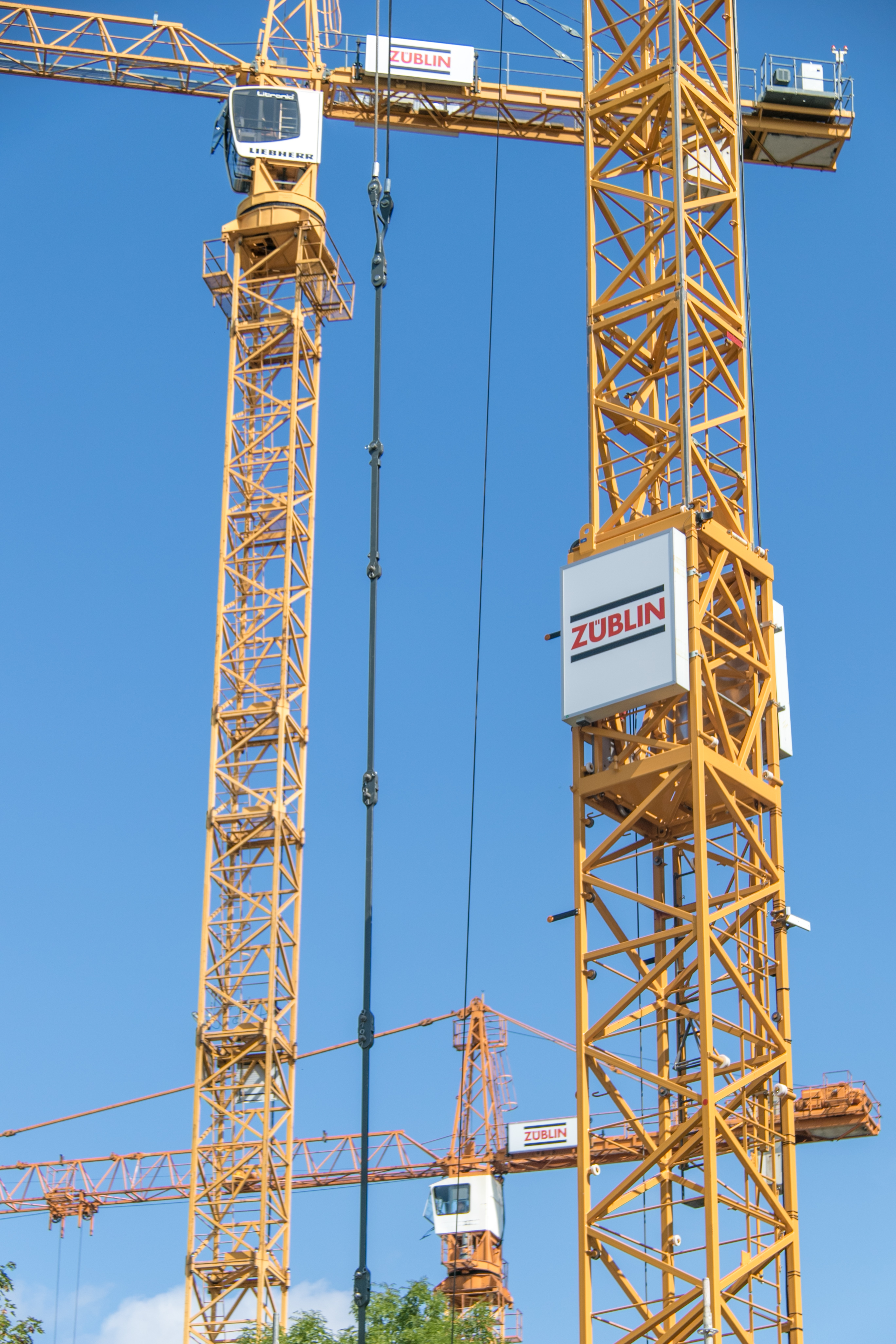
Leipzig, August 2019 – Neubau Wohnanlage Bernhard-Göring-Straße

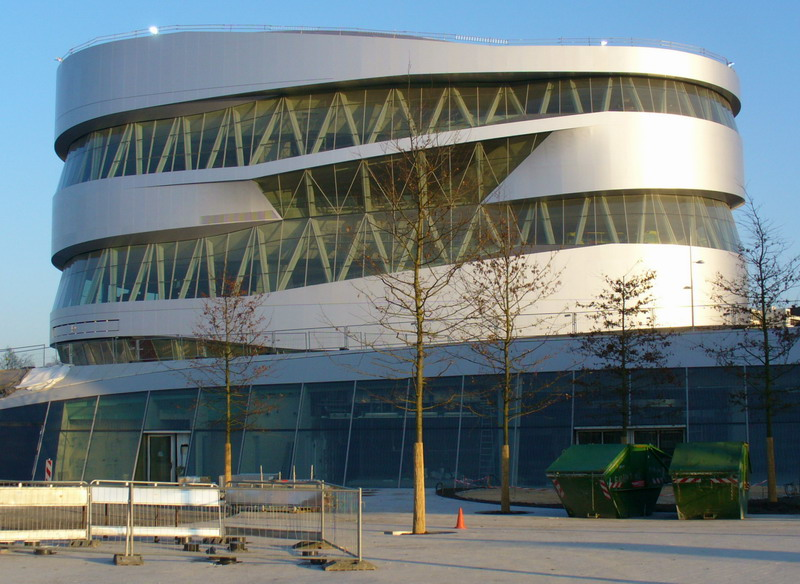
Züblin-Baustelle 2004: neues Mercedes-Benz-Museum in Stuttgart

Die Ed. Züblin AG mit Sitz in Stuttgart ist ein deutsches Bauunternehmen mit Niederlassungen und Tochtergesellschaften im In- und Ausland. Kernmärkte sind Deutschland und die Beneluxländer. Der Stammsitz ist Stuttgart. Züblin gehört zum Konzern der österreichischen Strabag. Im Geschäftsjahr 2021 hat das Unternehmen eine Gesamtleistung in Höhe von 4 Milliarden Euro für den Konzern erwirtschaftet.

## Geschichte
1898 wurde das „Ingenieur-Bureau für Cement-Eisenconstructionen“ durch den Schweizer Ingenieur Eduard Züblin in Straßburg/Elsass gegründet. 14 Jahre später wurde das Einzelunternehmen umgewandelt in die „Ed. Züblin & Cie. Kommanditgesellschaft“, und die „Ed. Züblin & Cie. AG“ wurde in Zürich vollzogen. 1919 fand die Gründung der „Ed. Züblin & Cie. Aktiengesellschaft“ mit deutschem Personal aus dem Stammhaus in Straßburg statt (darunter Ludwig Lenz). Unternehmenssitz war Stuttgart. Der Unternehmensname (Firma) wurde 1951 erneut in „Ed. Züblin Aktiengesellschaft“ geändert.
Nach der Insolvenz der Walter Bau 2005 stimmte das Bundeskartellamt der Übernahme der Aktienmehrheit an der Züblin, deren Muttergesellschaft die Walter Bau war, durch den österreichischen Baukonzern Strabag zu, um „schweren Schaden für die Ed. Züblin AG abzuwenden“. 2006 übernahm die Züblin AG den Hoch- und Ingenieurbau der deutschen Strabag AG, einschließlich der Dywidag Bau GmbH.
2011 erwarb Züblin die Gesellschaft BFB Behmann Feuerfestbau GmbH in Bremen und Schwedt/Oder. Behmann ist eine mittelständische Unternehmensgruppe mit einer Bauleistung von rund 20 Mio. € in den Geschäftsfeldern Feuerfestbau, Schornsteinbau und technische Isolierung und ergänzt die bereits bestehenden Aktivitäten der Züblin Gesellschaft Ooms-Ittner-Hof. Mit Wirkung zum 1. Juli 2012 wurden die beiden Behmann-Gesellschaften auf die OOMS-ITTNER-HOF GmbH verschmolzen. Die Gesellschaft tritt nun unter dem Namen „Züblin Chimney and Refractory GmbH“ weltweit am Markt auf.
Zum 1. Januar 2011 erwarb Züblin die NE Sander Gruppe und stärkt damit ihre Stahlbau-Aktivitäten. Die Gesellschaft ist vor allem in der Konstruktion, Fertigung und Montage von Stahlbrücken, Stahlwasserbauten sowie Stahlhoch- und Industriebauten tätig. Die Produktion von Schiffsbauteilen, die Errichtung und Sanierung von Krananlagen sowie Reparatur- und Instandhaltungsarbeiten zählen ebenfalls zum Leistungsspektrum.
Das Unternehmen erwarb 2011 ebenfalls Teile der insolventen Wolfer & Goebel Bau und Projekt GmbH, Stuttgart, und sicherte damit nahezu 100 Arbeitsplätze.
Mit dem Erwerb der Geschäftsaktivitäten eines Holzbaubetriebs durch die Stephan Holzbau GmbH, einer Tochtergesellschaft der Züblin Bau, wurde Ende 2011 der Einstieg in den konstruktiven Ingenieurholzbau begonnen. Züblin Bau hat zudem Anfang 2012 Mitarbeiter sowie wesentliche Vermögenswerte der Merk Project GmbH übernommen. Mit weiteren Akquisitionen (2012: Erwerb Holzbauaktivitäten von Merk-Project GmbH, 2013: Erwerb Metsä Wood Merk GmbH) wurde die Leistungspalette in diesem Geschäftsfeld ausgebaut.
2016 erwarb Strabag die Anteile der Minderheitsaktionäre und hält seitdem 100 % an Züblin.
2017 aktualisierte Züblin das Logo und passte es von schwarz-gelb den rot-weiß-schwarzen Farben der Strabag-Gruppe an.
Ebenfalls 2017 wurden die Tochtergesellschaften Josef Riepl Unternehmen für Ingenieur- und Hochbau GmbH, Regensburg, Xaver Bachner Bauunternehmung GmbH, Straubing, Eberhard Pöhner Unternehmen für Hoch- und Tiefbau GmbH, Bayreuth, sowie die Dywidag Bau GmbH, München, verschmolzen und umfirmiert. Ab Oktober 2017 agieren die vier Gesellschaften am Markt offiziell als Züblin Bau. Im Januar 2020 wurde die Züblin Bau GmbH auf die Ed. Züblin AG verschmolzen.
2019 erfolgte der Erwerb von Teilen der Weimer GmbH im Zuge eines Asset Deals. Züblin führt so die Haustechnik-Aktivitäten am Standort Ingelheim unter neuem Gesellschaftsnamen (Züblin Haustechnik Mainz GmbH) fort.
Ebenfalls 2019 wurde der schwäbischen Gebäudetechnik-Anbieters Hummel Systemhaus GmbH & Co. KG im Zuge eines Asset Deals erworben und damit das Leistungsspektrum um Elektrotechnik, ITK und Energiesysteme ergänzt. Das Geschäft wurde unter dem etablierten Namen Hummel Systemhaus als neuer Bereich in die Züblin-Direktion Stuttgart integriert.

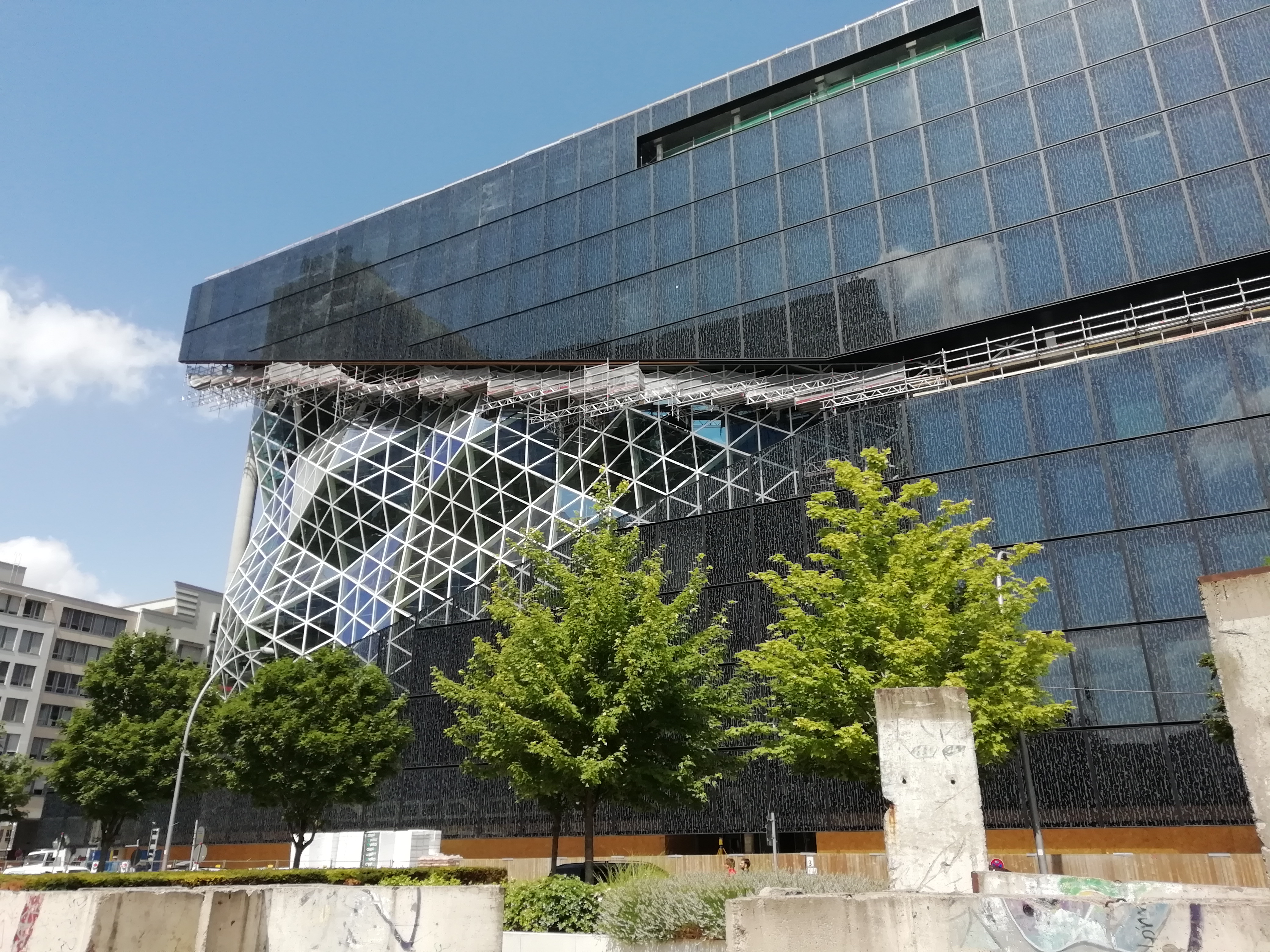
Von 2016 bis 2019 errichtete Züblin in Berlin den Axel-Springer-Neubau

## Geschäftstätigkeit
Das Leistungsspektrum beinhaltet alle baurelevanten Aufgaben: vom komplexen Schlüsselfertigbau, Ingenieur-, Brücken-, Tunnelbau, Spezialtiefbau, Baulogistik bis Public Private Partnership. Das Kerngeschäft von Züblin ist unterteilt in die drei Geschäftsfelder Schlüsselfertigbau, Ingenieurbau sowie Werke und Sonderbereiche.

### Schlüsselfertigbau
Hier bündelt das Unternehmen alle in- und ausländischen Hochbauaktivitäten. Die Tätigkeit der Züblin umfasst: Neubau, Erweiterung und Bauen im Bestand. Realisiert werden z. B. Wohnanlagen, Krankenhäuser, Schulen und Universitäten, Industriebauten und Hotels. Des Weiteren hat Züblin diverse Justizvollzugsanstalten gebaut und erweitert. Kernländer sind Deutschland, Belgien, Dänemark und die Niederlande.

### Ingenieurbau
In diesem Geschäftsbereich plant, koordiniert und baut Züblin technische Bauwerke (u. a. Kraftwerke, Tunnel, Spezialtiefbau, Wasserbau).

### Werke und Sonderbereiche
- Holzingenieurbau (ZÜBLIN Timber GmbH, Aichach)
- Stahlbau (Züblin Stahlbau GmbH, Hosena)
- Altlastensanierung in den Gebieten Grundwasser-, Boden- und Bodenluft-Reinigung, Schadstoffsanierung, Rückbau (Züblin Umwelttechnik GmbH, Stuttgart)
- Feuerfest- und Industrieschornsteinbau (Züblin Chimney and Refractory GmbH, Köln)

## Beteiligungen
Beteiligungen hat das Unternehmen unter anderem an der
- Züblin Haustechnik Mainz GmbH
- Züblin Hoch- und Brückenbau GmbH (ehemals Hermann Kirchner Hoch- und Ingenieurbau GmbH)
- ZCR – Züblin Chimney and Refractory GmbH
- Züblin International GmbH
- Züblin Spezialtiefbau GmbH
- Züblin Stahlbau GmbH
- Züblin Umwelttechnik GmbH
- Torkret GmbH
- HUMMEL Systemhaus GmbH & Co. KG
- SF-Ausbau GmbH
- Züblin Timber GmbH
- Blees Kölling-Bau GmbH
- Repass Sanierungstechnik GmbH
- iCOR INTELLIGENT CORROSION CONTROL GmbH
- Strabag Real Estate GmbH (ehemals Züblin Development GmbH)
- STRABAG Belgium
- ennagy
- Wolfer & Goebel Bau GmbH[12]
- Koch GmbH[13]

## Züblin-Haus, Stuttgart
Das Züblin-Haus ist der Unternehmenssitz in Stuttgart-Möhringen. Der Bürobau in Stahlbeton-Fertigteilbauweise wurde von 1983 bis 1984 nach Plänen des Architekten Gottfried Böhm und des Bauingenieurs Jörg Schlaich erbaut. Der glasüberdachte Innenhof dient mehrmals jährlich als Ort für Musikveranstaltungen und Schauspielaufführungen, bekannt unter dem Namen „Sommer im Züblin-Haus“.
Neben dem Züblin-Haus umfasst der Firmensitz in Stuttgart zwei weitere Bürogebäude. Alle drei Gebäude sind von der Deutschen Gesellschaft für Nachhaltiges Bauen (DGNB) zertifiziert. 2009 erhielt Züblin das Silber-Zertifikat für das Bürogebäude Z-Zwo von Eike Becker_Architekten (Baujahr 2002). Im November 2014 wurden das Züblin-Haus (Bronze-Zertifikat) und das Bürogebäude Z3 (Gold-Zertifikat) zertifiziert. Damit ist Züblin das erste Unternehmen mit Sitz in Deutschland, das für alle Bauten am Firmensitz die Zertifizierung der DGNB erhalten hat.

## Zwischenfälle
Das Unternehmen bzw. deren Tochterunternehmen sind mit folgenden Zwischenfällen in Verbindung zu bringen:
- September 2008: Absenkung von vier Häusern in Amsterdam beim Bau eines U-Bahn-Tunnels[15][16]
- März 2009: Einsturz des Kölner Stadtarchivs beim Bau eines U-Bahn-Tunnels[15]
- August 2017: Gleisabsenkung beim Bau des Rastatter Tunnels[17][18]

## Einsatz von Zwangsarbeitern
Vom 22. August bis zum 24. November 1944 wurden durch Züblin in Zusammenarbeit mit der SS 1700 ungarische Jüdinnen im Alter zwischen 14 und 46 Jahren als Zwangsarbeiterinnen beim Ausbau des Frankfurter Flughafens eingesetzt, die im KZ-Außenlager Walldorf inhaftiert waren Nach Wiederentdeckung der Lagergeschichte, Bekanntwerden und Herantreten an die Firma Züblin verweigerte sich diese stets einer Wiedergutmachung. Entschädigungszahlungen, ein offizielles Statement der Entschuldigung oder des Bedauerns wurden stets abgelehnt. Seit 1991 in Firmenverbünden ist Züblin aber indirekt am Entschädigungsfonds für NS-Zwangsarbeiter beteiligt.

## Ehemalige Vorstandsvorsitzende
- 1950–1960 Ludwig Lenz
- 1961–1965 Anton Withum
- 1966–1987 Dietrich Lenz
- 1988–1996 Konrad Hinrichs
- 1997–2005 Manfred Nußbaumer

## Bekannte realisierte Bauprojekte
- Zwei Eisenbahnbrücken der ungarischen Eisenbahnlinie Fogaras-Kronstadt aus Stahlbeton (1908)
- Langwieser Viadukt und Teilabschnitt der Bahnstrecke Chur–Arosa (1912–14)
- Moseltalbrücke (A 61) (1969–1972)
- Ting-Kau-Brücke in Hong Kong (1994–1998)
- Rama-III.-Brücke in Bangkok (1996–2000)
- Die Mercedes-Benz Welt in Stuttgart (2004–06)
- Das Kranhaus Süd in Köln (2006–08)
- Den Opernturm in Frankfurt (2007–10)
- Das The Squaire in Frankfurt, Rohbau (2008–10)
- Die Rhein-Galerie in Ludwigshafen (2008–10)
- Hochsicherheitslabore Friedrich-Loeffler-Institut, Insel Riems (2008–2011)
- Den Neubau der ADAC-Zentrale in München (2008–2012)
- De Rotterdam in Rotterdam (2009–2013)
- Den Neubau der Europäischen Zentralbank in Frankfurt, Rohbau (2010–14)
- Das Forum-Mittelrhein in Koblenz (2010–12)
- Ausbau von fünf S-Bahn Stationen des City-Tunnels in Leipzig (2010–13)
- Das Milaneo in Stuttgart (2012–14)
- Europäische Zentralbank in Frankfurt am Main (2011–2014)
- Elefantenhaus, Zürich (2013–2014)
- Factory Outlet Vancouver Airport (2013–2015)
- Sanierung Bettenhaus der Charité, Berlin (2014–2016)
- Kraftwerk Mitte Dresden (2013–2016)
- Upper West, Berlin (2013–2017)
- TK-Elevator-Testturm, Rottweil (2014–2017)
- Axel-Springer-Neubau, Berlin (2016–2019)
- Springer Quartier, Hamburg (2016–2021)